# Albert Paul Bourgeois
Albert Cyr Paul Bourgeois, né à une date inconnue et mort le 30 janvier 1812 à Paris, est un peintre français.

## Biographie
Albert Cyr Paul Bourgeois épouse Anatole Désirée Dubasty (1789-1849), sœur du peintre François Pierre Dubasty. Leur fils Paul Jérôme Bourgeois sera peintre également.
Élève de Jacques-Louis David, il expose en 1810 Le Maréchal Lannes, duc de Montebello, blessé mortellement à Essling.
Il meurt à Paris le 30 janvier 1812.